# Lîpkî, Popilnea
Lîpkî (în ucraineană Липки) este localitatea de reședință a comunei Lîpkî din raionul Popilnea, regiunea Jîtomîr, Ucraina.

## Demografie
Componența lingvistică a localității Lîpkî
     Ucraineană (95,22%)
     Rusă (2,93%)
     Română (1,85%)
Conform recensământului din 2001, majoritatea populației localității Lîpkî era vorbitoare de ucraineană (95,22%), existând în minoritate și vorbitori de rusă (2,93%) și română (1,85%).